# Гимейди
Гимейди — упразднённое село в Дербентском районе Дагестана .

## Географическое положение
Расположено на склоне г. Денделеух (354 м), в 23 км к западу от города Дербент.

## История
Центр сельского общества (в XIX в.).
В 1966 году все населения села переселено в совхоз «Красный партизан» село Геджух.

## Население
| Год       | 1895 | 1908 | 1926 | 1939 |
| --------- | ---- | ---- | ---- | ---- |
| Население | 834  | 726  | 637  | 599  |

По переписи 1926 года в селе проживало 637 человек (326 мужчин и 311 женщин), из которых: тюрки(азербайджанцы) составляли 80 %, таты — 19 %.
В 1895 году село состояло из 195 дворов, со смешанным татско-еврейским населением — 834 человека (евреев — 123 человека).

По официальной советской статистике основным населением села считались азербайджанцы. Ряд источников приводит сведения о том, что на самом деле село населяли таты-мусульмане перешедшие в общение между собой на азербайджанский язык и записанные в советских переписях как азербайджанцы. Гимейди населяли азербайджанцы, исповедующие ислам суннитского толка.

## Хозяйство
Крупный центр ковроделия, разведения марены (в XIX в.), колхоз имени Тельмана.